# Project for Public Spaces
Project for Public Spaces (PPS) – amerykańska organizacja non-profit założona w 1975 roku, prowadząca działania na rzecz rewitalizacji miejskich przestrzeni publicznych.
W pierwszym globalnym rankingu miejskich placów, opublikowanym przez PPS w grudniu 2005 roku, Kraków zajął pierwsze miejsce. Na kolejnych miejscach znalazły się między innymi: rzymski Piazza Navone (3. miejsce w rankingu), praskie Stare Miasto (7. pozycja) i weneckie Campo Santa Margherita (16. miejsce).